# Lee Bum-young
Dans ce nom coréen, le nom de famille, Lee, précède le nom personnel.
Pour les articles homonymes, voir Lee.
Lee Bum-young (coréen : 이범영), né le 2 avril 1989 à Séoul, en Corée du Sud, est un footballeur international sud-coréen, qui évolue au poste de gardien de but.

## Palmarès
- Médaille de bronze aux Jeux olympiques d'été de 2012